# American Airlines Group
American Airlines Group, Inc. ist eine amerikanische Holdinggesellschaft mit Sitz in Fort Worth im US-Bundesstaat Texas.
Das Unternehmen wurde am 9. Dezember 2013 im Zuge der Fusion zwischen AMR Corporation und US Airways Group gegründet.

## Unternehmen
Als Holding sind unter dem Dach der American Airlines Group mehrere Fluggesellschaften beheimatet:
- American Airlines (Name wird für die fusionierte Fluggesellschaft beibehalten)
- US Airways (Name und Fluggesellschaft wurden im Herbst 2015 in die American-Airlines-Flotte integriert und damit aufgegeben)
- American Eagle (eine Dachmarke für konzerneigene und fremde Zubringerfluggesellschaften)
  - Envoy Air (konzerneigene Zubringerfluggesellschaft, ehemals American Eagle Airlines der American Airlines)
  - Piedmont Airlines  (konzerneigene Zubringerfluggesellschaft, eingebracht von US Airways)
  - PSA Airlines (konzerneigene Zubringerfluggesellschaft, eingebracht von US Airways)
- American Airlines Cargo (Frachtfluggesellschaft der American Airlines)

ehemals
- US Airways Shuttle war von 1997 bis 2000 eine Tochtergesellschaft der US Airways Group und wurde danach in die US Airways Flotte integriert. Im Zuge der Fusion mit American wurde der Shuttle-Service 2013 aufgegeben.
- US Airways Express war die Dachmarke für Zubringer-Flüge im Auftrag von US Airways, vergleichbar mit der American-Airlines-Dachmarke American Eagle, zu deren Gunsten der Name US Airways Express im Herbst 2015 aufgegeben wird.